# Kasteel van Farnières
Het Kasteel van Farnières (Frans: château de Farnières) is een kasteel in Farnières, een deelgemeente van Vielsalm in de Belgische provincie Luxemburg.
Het kasteel werd gebouwd in opdracht van baron Fernand Orban de Xivry, die echter verongelukte in 1926 vooraleer de bouwwerken voltooid waren. Oorspronkelijk moest het een jachtverblijf worden maar later werden er een kapel, klaslokalen en een slaapzaal ingericht.
Het gebouw werd afgewerkt in 1929 waarna zijn weduwe, barones Ghislaine d’Huart het schonk aan de paters Salesianen van Don Bosco. In 1935 werd er een tuinbouwschool opgericht en in 1944 ook een landbouwschool. De scholen werden gesloten in 1967 en het gebouw werd van dan af gebruikt als spiritueel centrum waar onder andere seminaries gegeven worden.

## Bier
Speciaal voor het Don Bosco-centrum wordt het bier La Farnières gebrouwen door de Brouwerij Val-Dieu in de gebouwen van de Abdij van Godsdal. Het is een blond bier met een alcoholpercentage van 8% dat enkel verkrijgbaar is ter plaatse.